# 太田光のテレビの向こうで
『太田光のテレビの向こうで』（おおたひかりのてれびのむこうで）は、2024年1月4日からBSフジで不定期で放送されている太田光（爆笑問題）の冠トークバラエティ番組。

## 概要
東京・下丸子に実在する「図鑑カフェ」を舞台に太田光とスペシャルなゲストと1対1でテレビの話題を中心にじっくりと今の想いを語り合うトーク番組。BSフジで年2〜3回不定期放送されている。稀に地上波のフジテレビ（関東ローカル）でも放送される場合がある。

## 出演者
- 太田光（爆笑問題）

### ゲスト
- 佐野元春（第1回）[2]
- 栗山英樹（第2回）[3]
- 関口宏（第3回）[4]
- 松重豊（第4回）[5]
- 塙宣之（第5回）[6]

## スタッフ
※2025年5月時点
- ナレーション - 梅津弥英子（フジテレビアナウンサー）
- 企画・構成 - 伊藤滋之
- 構成 - 秋葉高彰
- タイトルロゴ - ヤマゲン（ネコニスズ）
- カメラ - 松岡達也、中嶋健
- 音声 - 廣瀬智之
- 照明 - 長谷川政紀
- 音効 - 江口尚人
- スチール - 千葉タイチ
- テロップ - 山口奈都実
- 編集 - 堀田実
- MA - 小山千尋
- メイク - 山田かつら
- スタイリスト - 植田雅恵、程嶋由美
- 編成 - 松 竜ノ介
- 広報 - 山田桃子
- 制作デスク - 永島聖子
- 演出・プロデュース - 丸本大輔
- 制作 - 鈴木ちえこ、吉田匠
- プロデューサー - 大野高義
- 技術協力 -  ARS Co., Ltd.、ヌーベルアージュ
- 制作協力 - 株式会社B式
- 製作著作 - BSフジ、フジテレビ